# دهستان شهی
دهستان شهی، یکی از دهستان‌های بخش شهیون شهرستان دزفول در استان خوزستان ایران است.
 مردم این منطقه از لرهای بختیاری هستند.

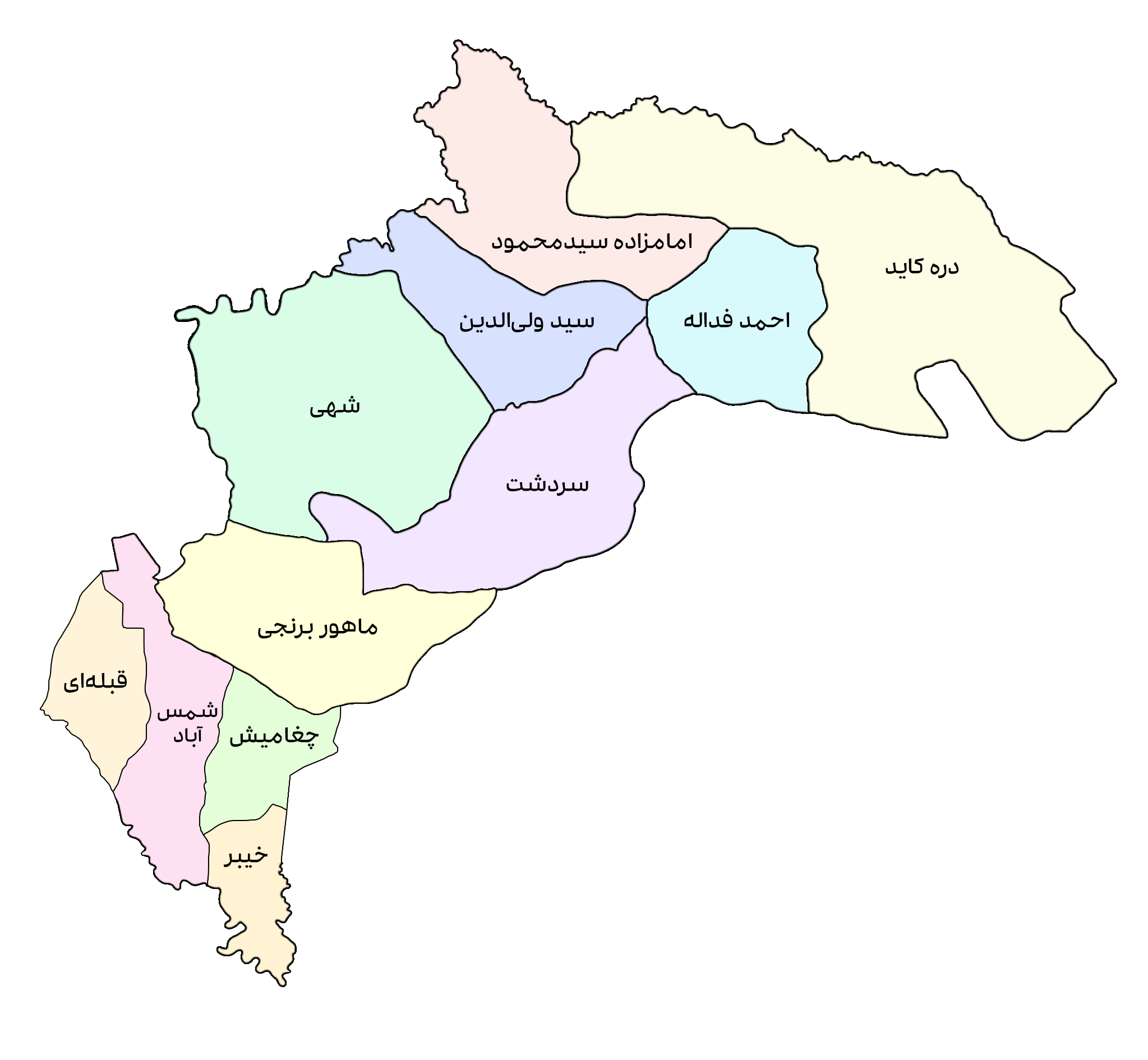
نقشه دهستان‌های شهرستان دزفول